# 来宁公交换乘中心
来宁公交换乘中心又称来宁客运枢纽中心、汊河换乘中心，是中华人民共和国安徽省来安县汊河镇正在建设中的一个客运枢纽项目，位于宁滁线相官站附近。

## 概况
该项目占地面积约60亩，总投资约3500万元。建成后南京602路、610路公交车可直通汊河新城内部。

## 历史
2019年，滁州交通运输局全力推进来安汊河公交换乘中心规划建设和来安至南京、滁州至汊河客运班线公交化改造工作。2020年4月，换乘中心选址工作已完成。7月，该换乘中心获批。10月30日，2020年汊河新区美平路等17个项目工程总承包（设计、采购、施工一体化）项目招标公告信息发布，招标项目内容包含来宁客运枢纽中心。2021年，该换乘中心已在建设中。